# Беляцкий, Алесь Викторович
Але́сь Беля́цкий (настоящее имя — Александр Викторович Беля́цкий, бел. Аляксандр Віктаравіч Бяляцкі, род. 25 сентября 1962 года, п. г. Вяртсиля, Сортавальский район, Карельская АССР, РСФСР) — белорусский правозащитник, председатель правозащитного центра «Весна», политзаключённый, «узник совести». Лауреат Нобелевской премии мира 2022 года.
Беляцкий дважды подвергался заключению: с 2011 по 2014 год, и с 2021 по настоящее время. 3 марта 2023 года Алесь приговорён к 10 годам заключения.

## Биография
Родился в белорусской семье, отец родом из Рогачёвского, мать из Наровлянского районов Гомельской области. В 1965 году семья вернулась в Беларусь на постоянное жительство в Светлогорск. Выпускник светлогорской средней школы № 5. В 1984 году окончил историко-филологический факультет Гомельского государственного университета по специальности «филолог, преподаватель белорусского и русского языков и литературы».
Работал учителем в Лельчицком районе Гомельской области; срочную воинскую службу проходил под Свердловском механиком-водителем бронированного тягача в артиллерийском истребительном противотанковом дивизионе.
Во время учёбы в аспирантуре в 1986—1989 годах — один из учредителей неформального Товарищества молодых литераторов «Тутэйшыя». В 1987 году подписал заявление в Минский городской Совет на проведение впервые массового мероприятия в день поминовения предков «Дзяды́», который стал также днём памяти репрессированных в период тоталитаризма. За участие в проведении дня «Дзяды-88» привлекался к административной ответственности. В 1988 году участвовал в создании общества «Мартиролог Беларуси» — одной из первых белорусских правозащитных организаций. Был членом оргкомитета общественной организации Белорусский народный фронт «Адраджэньне», секретарь её правления (1996—1999), заместитель председателя (1999—2001).
В 1989 году окончил аспирантуру Института литературы Академии наук БССР. Младший научный сотрудник Музея истории белорусской литературы, затем директор Литературного музея Максима Богдановича (Минск, 1989—1998). В 1990 году выступил одним из организаторов общества «Белорусская католическая громада».
В 1991—1996 годах являлся депутатом Минского городского Совета депутатов.
В 1996 году организовал правозащитную организацию «Вясна-96» (ныне Правозащитный центр «Весна»), председателем которой является по настоящее время. Был руководителем Рабочей группы Ассамблеи демократических неправительственных организаций Беларуси (2000—2004); являлся заместителем председателя общественного объединения БНФ «Адраджэньне»; вице-президент Международной федерации за права человека (FIDH) — (2007—2016); член Союза белорусских писателей и Пэн-центра. За активную общественную и правозащитную деятельность привлекался к судебной ответственности свыше 20 раз.
Вклад Алеся Беляцкого в укреплении мира широко оценён в том числе и ООН.
Во время протестов 2020 года в Белоруссии стал членом Координационного совета по организации процесса преодоления политического кризиса.

## Арест и осуждение 2011 года
4 августа 2011 года А. Беляцкий был задержан, а затем арестован и помещён в следственный изолятор. В его доме и офисе правозащитного центра «Вясна» прошли обыски по приказу Департамента финансовых расследований. Поводом для задержания Алеся Беляцкого стало, якобы, уклонение от уплаты налогов. Информацию о литовских банковских счетах правозащитного центра «Вясна», данные в марте этого года, предоставил белорусской стороне Минюст Литвы в рамках действующего с Белоруссией договора, по запросу белорусской стороны. Белорусские налоговые органы посчитали все суммы личными доходами самих правозащитников (зампредседателя «Весны» Валентина Стефановича и Алеся Беляцкого) и обвинили их в сокрытии налогов. Стефановичу вменяется административная статья, Беляцкому — уголовная. Валентин Стефанович, заместитель председателя правозащитного центра «Весна», так прокомментировал это задержание:

Данные денежные средства, которые перечислялись иностранными фондами, никоим образом не являются нашими личными средствами. Они перечислялись для правозащитного центра и им же расходовались.

Также Стефанович добавил, что за годы своей деятельности белорусские правозащитники поддержали тысячи граждан, чьи права были нарушены.
Уполномоченный Федерального правительства Германии по правам человека Маркус Лёнинг потребовал от белорусских властей незамедлительного освобождения Беляцкого:

Федеральное правительство требует немедленного освобождения правозащитника Алеся Беляцкого и резко осуждает применение уголовного законодательства. Уголовный кодекс несправедливо использовать для того, чтобы по политическим причинам заставить молчать ещё одного активного представителя белорусского гражданского общества.

Алесь Беляцкий был помещён в СИЗО № 1 МВД по улице Володарского. Максимальное наказание по статье, которую пытались ему инкриминировать белорусские власти — 7 лет.
9 августа министр юстиции Литвы Ремигиюс Шимашюс пообещал «всемерную помощь» Алесю Беляцкому, о чём сам министр заявил в Вильнюсе после внеочередного заседания комитета по международным отношениям литовского сейма, на заседании, посвящённом ситуации с передачей Литвой властям Белоруссии информации о банковских счетах представителей белорусской оппозиции. На заседании участвовали представители Минюста, МИД, а также руководитель Государственной налоговой инспекции Модестас Каселяускас, должностные лица Генпрокуратуры и парламентарии. Также министр юстиции Литвы дал обещание «помогать преследуемым оппозиционерам». Также министр заявил на заседании, что «белорусы злонамеренно воспользовались инструментом правовой помощи для политической расправы».
10 августа посол Литвы в Белоруссии Эдминас Багдонас передал жене Алеся Беляцкого Наталье Пинчук извинения Литвы в связи с недоразумением, которое привело к аресту её мужа. Эдминас Багдонас проинформировал, что Литва очень серьёзно относится к инциденту и временно приостанавливает предоставление правовой помощи по двустороннему договору. Также он заявил, что Литва отрицательно оценивает тот факт, что инструменты двустороннего правового сотрудничества используются в политических целях для преследования гражданского общества. На встрече посла с председателем Белорусской ассоциации журналистов Жанной Литвиной, руководителем Белорусского Хельсинкского комитета Олегом Гулаком и членами рады «Вясны», временно возглавляющими организацию, обсуждалась ситуация, сложившаяся вокруг ареста Алеся Беляцкого. На встрече было отмечено, что Литва примет все возможные меры для поиска решения сложившейся проблемы. Было заявлено, что Литва вместе с партнёрами в ЕС будет впредь активно добиваться освобождения политзаключённых в Белоруссии. Министр иностранных дел Литвы Аудронюс Ажубалис осудил арест Алеся Беляцкого и назвал его очередным примером преследования оппозиции в Белоруссии.
Также 10 августа докладчик Парламентской ассамблеи Совета Европы (ПАСЕ) по Белоруссии Андрес Херкель призвал белорусские власти гарантировать физическую и психологическую неприкосновенность руководителю правозащитного центра. Херкель отметил, что с 1996 года ПЦ «Весна» оказала юридическую помощь тысячам белорусов, которые были оштрафованы или заключены в тюрьму за критику авторитарной политики Александра Лукашенко. Также он отметил, что «Весна» активно сообщала о полицейских репрессиях в ходе мирных демонстраций, последовавших за президентскими выборами. По словам Херкеля, с апреля 2011 года Беляцкий был «объектом клеветнической кампании, в ходе которой его выставляли врагом народа номер один в Белоруссии». Кроме этого, в заявлении Андреса Херкеля говорится:

Арест господина Беляцкого — ещё один случай в мозаике преследования и запугивания гражданского общества. Настало время, чтобы злоупотребление уголовным правом в Белоруссии прекратилось.

Литовские и польские власти (которые также выдали счета Беляцкого) по этому поводу высказались, что Белоруссия злоупотребила международными соглашениями, использовав их для репрессий против собственных граждан.
15 сентября 2011 года Европарламент принял резолюцию о деле Беляцкого, призвав освободить его.
2 ноября 2011 года в здании суда Московского района Минска под председательством судьи Первомайского районного суда Сергея Бондаренко начался судебный процесс по делу А. Беляцкого. В зале суда, кроме родных Беляцкого, присутствовали главы дипломатических миссий Германии, Литвы, Польши, Чехии и США, известные политики, общественные деятели и правозащитники. Белорусские посольства в разных странах отказали в выдаче виз международным правозащитникам, которые собирались приехать в Минск на судебный процесс над Беляцким в этот день. В начале судебного процесса в зале была запрещена видеосъёмка, несколько человек были удалены из зала суда из-за надетых на них футболок с надписью «Свободу Алесю Беляцкому». Представителями службы безопасности были зафиксированы имена всех присутствующих и названия представляемых ими организаций. Алесь Беляцкий обратился к суду с просьбой изменить меру пресечения на подписку о невыезде и вести процесс на белорусском языке. По обоим ходатайствам ему было отказано. Также не были приняты и поручительства граждан с аналогичной просьбой и не было принято ходатайство об истребовании из пунктов пропуска госграницы актов таможенного досмотра Беляцкого во время его зарубежных поездок.
После оглашения прокурором обвинительного заключения Беляцкий заявил, что свою вину не признаёт и не понимает, какие суммы рассматриваются обвинителем и почему идёт их рассмотрение в качестве его личных доходов, высказался, что считает предъявленные обвинения лишёнными всякой логики, а также то, что всё это дело является проявлением преследования за правозащитную деятельность. Также Алесь Беляцкий высказал недоверие представленным следствием банковских документов, на основании которых строится обвинение, так как они не переведены на русский или белорусский язык и не являются надлежащим образом заверенными. Он подчеркнул, что деньги, полученные на его счета, шли исключительно на поддержку деятельности правозащитного центра «Вясна» и других белорусских правозащитных организаций. Однако судья отклонил ходатайство адвоката Беляцкого по поводу направления судом запроса к организациям, финансирующим деятельность центра «Вясна», про расходование средств, переведённых этими организациями на счёт Беляцкого.
Международная наблюдательная миссия Комитета международного контроля за ситуацией с правами человека в Белоруссии заявила, что избрание меры пресечении для Алеся Беляцкого в виде заключения под стражу является чрезмерным даже для белорусского законодательства, с учётом тысяч поручительств и позиции самого Алеся Беляцкого, а также его статуса на международном уровне.
Кроме того, позиция Белоруссии по недопущению международных наблюдателей из Европы путём непредоставления им виз по надуманным поводам является противоречащей международным обязательствам, которые страна на себя взяла. А отклонение ряда важных ходатайств защиты вызывает сомнения в том, что судебный процесс будет проходить на основе принципов справедливости, беспристрастности и соблюдения прав человека.
10 ноября 2011 года целый ряд организаций, перечислявших ранее деньги на счета Беляцкого, письменно подтвердили, что переводимые ими деньги предназначались на правозащитную деятельность. Также организациями было указано, что эти средства не являлись доходом Беляцкого, так как он за них отчитался. Кроме того, организации-доноры заявили, что не имеют претензий к правозащитнику.
16 ноября 2011 года состоялось очередное заседание суда. Оставлена статья обвинения — ч. 2 ст. 243 УК (сокрытие доходов в особо крупном размере), однако была изменена формулировка обвинения. В этот раз обвинение заявило, что правозащитник получал часть доходов из денег, поступавших на его зарубежные банковские счета, в связи с выполнением им договорных обязательств (раньше обвинение считало все средства, находящиеся на счетах Беляцкого в литовском и польском банках, его личным доходом). После оглашения прокурором Владимиром Сайковским уточнённого обвинения, адвокат попросил суд предоставить время для того, чтобы с ним ознакомиться и выработать линию защиты. Данное ходатайство суд удовлетворил и объявил перерыв до 10:00 22 ноября.
23 ноября 2011 года на заседании суда Первомайского района города Минска прокурор Владимир Сайковский попросил приговорить Беляцкого к пяти годам лишения свободы в колонии усиленного режима с конфискацией имущества. В свою очередь защита попросила суд оправдать Беляцкого. По мнению юриста Юрия Чаусова, позиция защиты была более обоснованной, и те аргументы, которые в прениях изложил адвокат, ставят под сомнение виновность Беляцкого в принципе. Директор же правозащитного информационно-просветительского учреждения «Платформа» Андрей Бондаренко заявил:

Документы, которые предоставила для обвинения прокуратура, я могу набрать на компьютере за 15 минут. Как можно предоставлять суду документы, на которых нет ни печати, ни подписи должностных лиц? Как можно предоставлять документы, которые идут вразрез с международными договорённостями? Как можно обвинять человека, когда не предоставлена сама цепочка прохождения средств: от кого поступали, на каких условиях, как расходовались, кому предоставлялись? Собственно говоря, само обвинение не стоит выеденного яйца, и непонятно, за что прокурор и следствие получают деньги.

В опубликованном 23 ноября 2011 года совместном заявлении верховного представителя Евросоюза по иностранным делам и политике безопасности Кэтрин Эштон и вице-президента Еврокомиссии, комиссара ЕС по вопросам расширения и европейской политике соседства Штефана Фюле говорится о том, что властям Белоруссии следует освободить правозащитника Александра (Алеся) Беляцкого и прекратить политически мотивированный суд над ним, а также:

Мы считаем обвинения, по которым сейчас судят Алеся Беляцкого, политически мотивированным предлогом помешать его важной работе по поддержке жертв репрессий. По сути, судебный процесс, что сейчас идёт, — это чрезвычайно примечательное и символичное проявление подавления гражданского общества в Белоруссии после президентских выборов 19-го декабря 2010 года. Мы призываем Белоруссию немедленно и безусловно освободить Алеся Беляцкого и снять обвинения, выдвинутые против него и его заместителя Валентина Стефановича.

23 ноября 2011 года в суде Первомайского района Минска состоялось оглашение приговора Алесю Беляцкому, на котором присутствовали руководители дипломатических миссий США, Франции, Венгрии и Германии, правозащитники из Белоруссии, России и Франции. Суд признал Беляцкого виновным в уклонении от уплаты налогов и приговорил к 4,5 годам лишения свободы в колонии усиленного режима с конфискацией имущества (часть 2 статьи 243 Уголовного кодекса РБ). Судья Первомайского района Минска Сергей Бондаренко, оглашая приговор, заявил:

Суд считает возможным только лишение свободы с конфискацией имущества и не видит возможности для более мягкого наказания.

Вынесенный белорусскому правозащитнику Алесю Беляцкому приговор решительно осудили 64 правозащитные организации, являющиеся членами и партнёрами сети Домов прав человека. Организации направили совместное заявление президенту Белоруссии Александру Лукашенко, генеральному прокурору Александру Конюку и первому замминистра юстиции Александру Билейчику. Под обращением подписались правозащитные организации Азербайджана, Бельгии, Боснии и Герцеговины, Великобритании, Грузии, Дании, Литвы, России, Украины, Хорватии, Чехии, Швеции, которые призвали белорусские власти незамедлительно снять с Алеся Беляцкого все обвинения и освободить его. В подписанном заявлении было сказано:

Мы считаем, что Беляцкий был наказан за своё участие в деле защиты прав человека в Белоруссии. Дело Беляцкого — это ещё один шаг белорусских властей против правозащитников, чтобы заставить замолчать голоса, которые напоминают об обязательствах Белоруссии в сфере прав человека.

Данный приговор осудили страны Евросоюза и США, крупные международные правозащитные организации, а также лидеры белорусских оппозиционных политических партий. МИД Белоруссии негативно оценил данную реакцию западных стран на приговор, заявив:

Призывы к произвольной отмене судебного решения демонстрируют весьма избирательный правовой нигилизм и просто цинизм их авторов.

25 ноября 2011 года представители неправительственных организаций Белоруссии объявили о старте кампании за освобождение Алеся Беляцкого. В заявлении, под которым подписались представители 47 общественных организаций и инициатив, в ряды которых входят тысячи активистов по всей Белоруссии, говорится, что приговор известному правозащитнику и общественному деятелю вызывает возмущение и осуждение. Также в заявлении указывается на ряд нарушений процессуального законодательства, которые постоянно присутствовали во время следствия и судебного разбирательства, и отмечено, что возбуждение уголовного дела в отношении Беляцкого, дальнейшее его ведение и вынесение приговора имели неправовой характер, а приговор носит незаконный характер.
18 января 2012 года супруга Алеся Беляцкого, Наталья Пинчук, перевела на счёт Управления юстиции Мингорисполкома для суда Первомайского района 757 526 717 белорусских рублей — присуждённую сумму ущерба, якобы нанесённого им государству. Сбор средств для погашения этого ущерба за несколько недель до этого был объявлен белорусскими правозащитниками. Наталья Пинчук выразила свою благодарность каждому из 765 человек, которые таким образом поддержали правозащитника, добровольно перечислив свои денежные средства, кто сколько мог. 24 января Минский городской суд подтвердил приговор Первомайского суда.
13 июля 2012 года победительница «Евровидения-2012» Лорин после своего выступления в Витебске на «Славянском базаре» встретилась с женой Алеся Беляцкого Натальей Пинчук, правозащитниками и независимыми белорусскими журналистами. Лорин высказала слова поддержки Алесю Беляцкому, а также другим белорусским политзаключённым. Её интересовали условия содержания Беляцкого в тюрьме, история Алеся Беляцкого и жизнь семьи после ареста, и она восхищалась мужеством его сына Адама и супруги Натальи. После разговора с Натальей Лорин назвала её «очень сильной женщиной»:

Я понимаю, почему Алесь вас любит… Я очень надеюсь, что всё наладится, что его поскорее выпустят, желаю этого от чистого сердца. Очень жаль, что такая прекрасная семья разлучена, сын в одном месте, мать во втором, а отец в тюрьме. Но вы боретесь за правильные вещи…

Я мало знаю о политике, но хорошо понимаю, что такое быть человеком. И убеждена, что люди, где бы они ни жили, имеют право выражать свои мысли и мнения — точно так же, как имеют право на своё собственное тело. Никто другой не может распоряжаться этими свободами. Поэтому я хочу, чтобы вначале каждый белорус ощутил себя свободным, а затем уже эта личная свобода перенесётся на все сферы жизни
.

Самому Алесю Лорин написала записку:

Дорогой Алесь! Держись своего сердца и ума. Это твоё.

С марта по июнь 2012 года он получил три взыскания (включающие лишение очередного длительного свидания), что не дало возможности применения к нему закона «Об амнистии», принятого в 2012 году.
23 ноября 2012 года Рабочая группа ООН по произвольным задержаниям опубликовала решение A/HRC/WGAD/2012/39, в котором утверждается, что заключение Алеся Беляцкого «противоречит (..) статье 22 Международного пакта о гражданских и политических правах».
21 марта 2013 года Совет по правам человека ООН осудил уголовное преследование правозащитников из-за источников происхождения их финансирования. Председатель Международной федерации прав человека Сугайр Бельхасен заявил, что это сильный сигнал поддержки от ООН правозащитникам во всём мире, которым не разрешают получать финансирование, которых лишают легитимности и против которых возбуждают уголовные дела за их правозащитную деятельность. В пресс-релизе по поводу данной резолюции международные правозащитники подчеркнули, что она имеет прямое отношение к делу Алеся Беляцкого. Рабочая группа ООН пришла к выводу, что в деле необоснованных задержаний Беляцкого, осуждённого белорусским судом, нарушены международные обязательства страны не вмешиваться в финансирование деятельности негосударственных правозащитных организаций.
3 августа 2013 года, в преддверии второй годовщины ареста Беляцкого, со специальным заявлением выступила представитель Госдепартамента США Мари Харф, обратившись с призывом к правительству Белоруссии немедленно освободить Беляцкого и всех политических заключённых и восстановить их гражданские и политические права. Спецдокладчик по ситуации в Белоруссии Совета ООН по правам человека Миклош Харасти также призвал белорусское правительство освободить Алеся Беляцкого и прекратить преследование правозащитников. Харасти отметил, что Беляцкий, «как и многие другие правозащитники в Беларуси, не мог заниматься легальной и беспрепятственной работой из-за отказа белорусских властей в регистрации его организации». В день самой годовщины, 5 августа, в ряде белорусских городов прошли акции солидарности с Беляцким — в Гродно, Могилёве, Гомеле, Новополоцке, Берёзе, Жодино. 4 августа солидарность выражали также в Великобритании, Германии, Казахстане, Кыргызстане, Литве, Польше, России, Украине, Чехии, Швеции и ЮАР. По инициативе депутата Европарламента Марека Мигальского, а также швейцарско-немецкой правозащитной организации Libereco — Partnership for Human Rights, 15 депутатов из разных стран выступили с заявлением об ухудшении ситуации с правами человека в Белоруссии.
21 января 2014 года на встрече с руководителями белорусских СМИ во Дворце Независимости Лукашенко поручил первому заместителю своей администрации Александру Радькову проверить информацию о том, что ущерб, который, по решению суда, нанёс государству Беляцкий, компенсирован.
21 июня 2014 года Алесь Беляцкий был досрочно освобождён из исправительной колонии в Бобруйске.
Международными правозащитными организациями Алесь Беляцкий был признан узником совести и политзаключённым. Ряд правозащитных организаций и движений с 2012 года отмечает Международный день солидарности с гражданским обществом Беларуси, взяв в качестве даты день ареста Беляцкого.

### Отражение ареста в культуре
- В фильме «Выше неба» есть эпизод, в котором по новостям телеканала «Беларусь-1» показан сюжет[K 1] о задержании Алеся Беляцкого.
- Дмитрий Плакс 14.02.2013 г. сделал на Радио Швеции постановку об Алесе Беляцком[44].
- Книга Виктора Сазонова «Поэзия прозы» 2013 г. посвящена Беляцкому Алесю. В один из её рассказов «Паштоўка палітвязня» (рус. «Открытка политзаключённого») помещён сюжет об А. Беляцком[45].
- Владимир Сивчиков: эссе «Это сладкое слово — свобода!» в подборке «Начныя нататкі» (рус. «Ночные заметки»). Приложение «Літаратурная Беларусь» (рус. Литературная Беларусь) № 4 (92) в газете «Новы Час» (рус. Новое Время). 25 апреля 2014 / № 16[46].
- Владимир Некляев. Стихотворение «Рымцели». На 50-летие правозащитника Алеся Беляцкого[47].
- Сяржук Сыс — стихотворение «Алесю Бяляцкаму»[48].
- Скобла Михась — эссе «Ліст да Алеся Бяляцкага» (рус. «Письмо Алесю Беляцкому»)[49].
- Документальный фильм «Свечка праўды Алеся Бяляцкага» (рус. «Свеча правды Алеся Беляцкого») (сценарист Полина Степаненко, 2011 г., Белоруссия)[50].
- Документальный фильм «Вясна» (режиссёр — Ольга Швед, 2012 год, Белоруссия)[51].
- Документальный фильм «1050 дзён самоты» (рус. «1050 дней одиночества») (режиссёр Олег Дашкевич, 2014, Белоруссия)[52].
- Документальный фильм «Неутомимое сердце» (A Heart That Never Dies) Алеся Беляцкого (режиссёр Эрлинг Борген, 2015, Норвегия)[53].
- Изображение Алеся Беляцкого сделано из деталей конструктора «Лего» известным современным китайским художником-диссидентом Ай Вейвенем. Произведение представлено на выставке «След» в музее Хишхорн в Вашингтоне[54].
- Портрет Алеся Беляцкого работы художника Владимира Вишневского для книги «Халоднае крыло Радзімы» (рус. «Холодное крыло Родины»)[55].

## Арест и осуждение 2021 года
В связи с «погромом общественных организаций» Беляцкий был задержан 14 июля 2021 года в рамках уголовного дела по ч. 1 и 2 ст. 342 («Организация и подготовка действий, грубо нарушающих общественный порядок, либо активное участие в них») и ч. 2 ст. 243 («Уклонение от уплаты налогов») Уголовного кодекса Белоруссии. 15 июля арестованный по уголовному делу активист совместным заявлением девяти организаций, в том числе Правозащитного центра «Весна», Белорусской ассоциации журналистов, Белорусского Хельсинкского комитета, Белорусского ПЕН-центра, был признан политическим заключённым.
7 октября 2022 года Алесь Беляцкий был объявлен лауреатом Нобелевской премии мира. 10 декабря Наталья Пинчук получила золотую медаль и диплом лауреата за мужа, находящегося в заключении. Нобелевская речь впервые в истории была произнесена на белорусском языке.
В 2023 году вместе с Алесем Беляцким в Минске судили представителей «Весна» Валентина Стефановича и Владимира Лабковича. 3 марта 2023 года был оглашен приговор по делу. Суд Ленинского района Минска осудил Алеся Беляцкого по статьям о неуплате налогов и об организации и финансировании акций, «грубо нарушающих общественный порядок» и приговорил к 10 годам лишения свободы с отбыванием наказания в колонии усиленного режима со штрафом в доход государства. Сам Алесь Беляцкий вину не признал. Организации, которые перечисляли средства Беляцкому, никогда не предъявляли претензий к его деятельности. Правозащитники и европейские политики считают обвинения сфабрикованными.

## Награды
- 2006 год — Премия Homo Homini, за правозащитную деятельность. Вручена Вацлавом Гавелом[60].
- 2006 год — Шведская премия имени Пера Ангера, присуждена Беляцкому «за его бесстрашную борьбу за право простого человека противиться гнёту и попранию его человеческих прав»[61].
- 2006 год — «Премия Свободы имени Андрея Сахарова» Норвежского Хельсинкского комитета[62].
- 2010 год — Почётный гражданин города Генуя (провинция Лигурия, Италия)[63].
- 2011 год — Диплом «За мужество и борьбу за свободу» (на награждении 2 октября 2011 года на V Международном фестивале правозащитных фильмов в Бишкеке А. Беляцкий не присутствовал, поскольку на то время уже находился под арестом, его премию получила Полина Степаненко — автор документального фильма «Свеча правды Алеся Беляцкого»)[64].
- 2011 год — Лучший правозащитник года. 13 декабря 2011 года, на вручении в Минске премии в области защиты прав человека, жене Беляцкого (который в это время находился в заключении в тюрьме в Жодино) Наталье Пинчук, юрист Белорусского Хельсинкского Комитета Гарри Погоняйло отметил:

Это, бесспорно, человек мужественный и гордый. Он — признанный историк и филолог, но давно начал заниматься политикой и правозащитной деятельностью. И сегодня мы объединены в одном желании: добиться освобождения Алеся Беляцкого из тюремных застенок.

- 2012 год — премия Норвежского союз писателей «За свободу слова» 2011 года «Ytringsfrihetsprisen», Норвегия[67].
- 2012 год — Премия Госдепартамента США. Церемония награждения прошла в резиденции посла США в Варшаве 25 сентября — в день 50-летия Алеся Беляцкого. Награду Алеся, находящегося в заключении, получила его супруга Наталья из рук главы дипмиссии Ли Фейнстейна. Фейнстейн зачитал послание Хиллари Клинтон, в котором было отмечено, что Беляцкий удостоен награды за свои достижения, целеустремлённость и мужество[68].
- 2012 год — Премия Леха Валенсы. На церемонии в Гданьске награду получила жена оппозиционера Наталия Пинчук, которой экс-президент Польши и лауреат Нобелевской премии мира лично вручил награду, сказав слова поддержки в адрес её мужа, находящегося в заключении. Также на церемонии произнёс речь и бывший премьер-министр Польши Ян Кшиштоф Белецкий:

Впервые лауреат не смог приехать сам — ему помешали враги свободы, удерживающие Алеся Беляцкого в Белоруссии.

- 2012 год — Почётный гражданин Парижа. Решение было принято городским советом по предложению мэра столицы Франции на основе инициативы совета мэрии XI округа Парижа. В сообщении парижской мэрии 16 октября было сказано, что Алесь Беляцкий «неустанно боролся за права человека невзирая на угрозы и кампанию дезинформации со стороны государства»[70]. Кроме того, в мае этого же года на здании мэрии XI округа был вывешен большой портрет Алеся Беляцкого. Данная акция была организована представителем мэра Парижа по международным вопросам, европейским делам и франкофонии Пьером Шапиром, мэром округа Патриком Блешем и президентом Международной федерации прав человека Сухайром Белхассеном[70].
- 2012 год — Премия имени Петры Келли (Германия, Берлин). Премию Беляцкого получила его жена Наталья Пинчук. Премия присуждена в знак признания деятельности Алеся Беляцкого в отстаивании прав человека в Белоруссии[71][72].
- 2013 год — Премия Вацлава Гавела, от ПАСЕ[73][74].
- 2014 год — «Литературная премия Алеся Адамовича», за книгу «Асвечаныя беларушчынай»[75].
- 2014 год — «Защитник гражданских прав года». Шведская правозащитная организация[76].
- 2014 год — Почётный гражданин Сиракузов (Сицилия, Италия)[77].
- 2019 год — Медаль к 100-летию БНР, в знак признания заслуг ради белоруской независимости и демократии[78].
- 2019 год — Премия «За права человека и верховенство закона». Германо-Французская премия вручена немецким послом Манфредом Хутеррером и французским послом Дидье Канесом в посольстве Германии в Минске. В своих речах оба посла отметили выдающиеся заслуги Беляцкого и его организации в области защиты прав человека в Белоруссии.
- 2020 год — Премия «За правильный образ жизни» (награждены были организация «Весна» и Алесь Беляцкий)[79].
- 2020 год — Премия имени Сахарова (совместно с другими[80]).
- 2022 год — Нобелевская премия мира (вместе с организацией «Мемориал» и Центром гражданских свобод)[81].
- 2024 год — Кавалер ордена Погони (Рада Белорусской народной республики), за выдающиеся заслуги морального и общественного лидерства государственного масштаба в защите гражданских и национально-культурных прав и законности Беларуси в условиях личной опасности[82].

### Номинации
Выдвигался на Нобелевскую премию мира пять раз:
3 октября 2011 года (во время пребывания его в заключении под стражей) руководитель правозащитного центра «Весна» А. Беляцкий выдвинут на Нобелевскую премию мира. В оргкомитет по выдвижению А. Беляцкого вошло 29 человек. На октябрь 2011 года, на момент предложения его кандидатуры, 4 бывших лауреата выразили своё согласие на выдвижение А. Беляцкого. Выдвижение кандидатуры Беляцкого поддержали парламентарии 27 стран — членов Совета Европы. В апреле 2012 года Нобелевский комитет в Осло зарегистрировал Алеся Беляцкого официальным кандидатом на получение премии мира. По данным фонда, всего в 2012 году был зарегистрирован 231 кандидат на Нобелевскую премию мира. 12 октября 2012 года был оглашён победитель. Премия была присуждена Евросоюзу, что вызвало широкую критику во всём мире.
12 сентября 2012 года Алесь Беляцкий был выдвинут на получение премии Европарламента имени Андрея Сахарова «За свободу мысли». 25 сентября 2012 года были названы номинанты на премию, а 26 октября состоялось голосование по трём финалистам. Вручение самой премии состоялось 12 декабря.
2 февраля 2013 года Беляцкий был вновь выдвинут на Нобелевскую премию мира, уже на 2013 год. Выдвинул его на соискание премии норвежский парламентарий Ян Саннер, который заявил о Беляцком как о бросившем вызов авторитарным государственным структурам и незаконным злоупотреблениям властью.
В 2014 депутаты польского парламента выдвинули Алеся Беляцкого на Нобелевскую премию мира. Под номинацией подписались 160 польских депутатов. Белорусские власти не позволили ему передать текст речи на церемонии вручения премии, основные мысли и тезисы своего мужа передала Наталья Пинчук.

## Семья
- Жена — Наталья Пинчук — преподаватель истории
- Сын — Адам Беляцкий[91]

## Комментарии
1. ↑  На 56-й минуте.